# Follow Me Down
"Follow Me Down" é uma canção da dupla 3OH!3 com participação de Neon Hitch, contida na trilha sonora inspirada no filme Alice no País das Maravilhas, Almost Alice (2010). Foi composta pelos integrantes do 3OH!3, Neon Hitch e Nathaniel Motte, e Hitch, tendo produção por Matthew Beckley e Motte. Descrita como "jovial e ritmada", recebeu em sua maioria críticas negativas, como por exemplo na análise de Mike Diver, da BBC, que referiu a si como "estúpida" pelo seu refrão considerado infantil, "Follow me, follow me, fa-la-la-la-la...", e Gerhard Brêda, do portal Laboratório Pop, descrevendo-a como um dos "abismos de Almost Alice".
Foi o segundo single do álbum, e nos Estados Unidos, atingiu a 89ª posição na tabela musical Billboard Hot 100. No Canadá, ficou na 36ª colocação pela Canadian Hot 100.